# Vallo Alpino

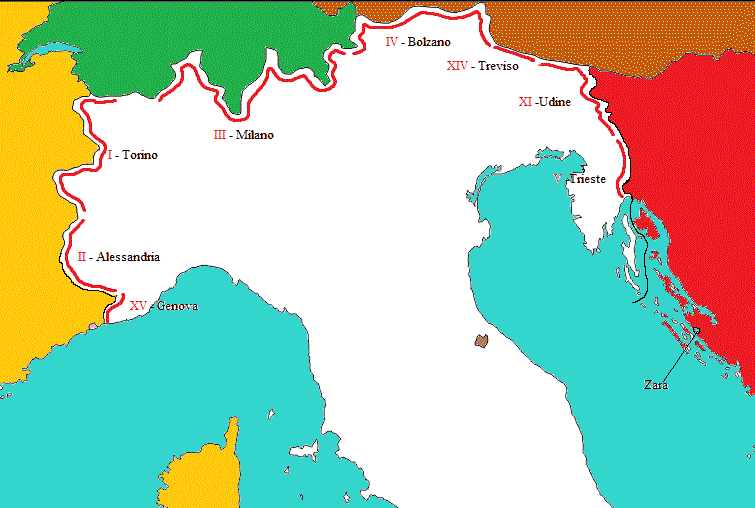
Vallo Alpino in seiner Ausdehnung 1940

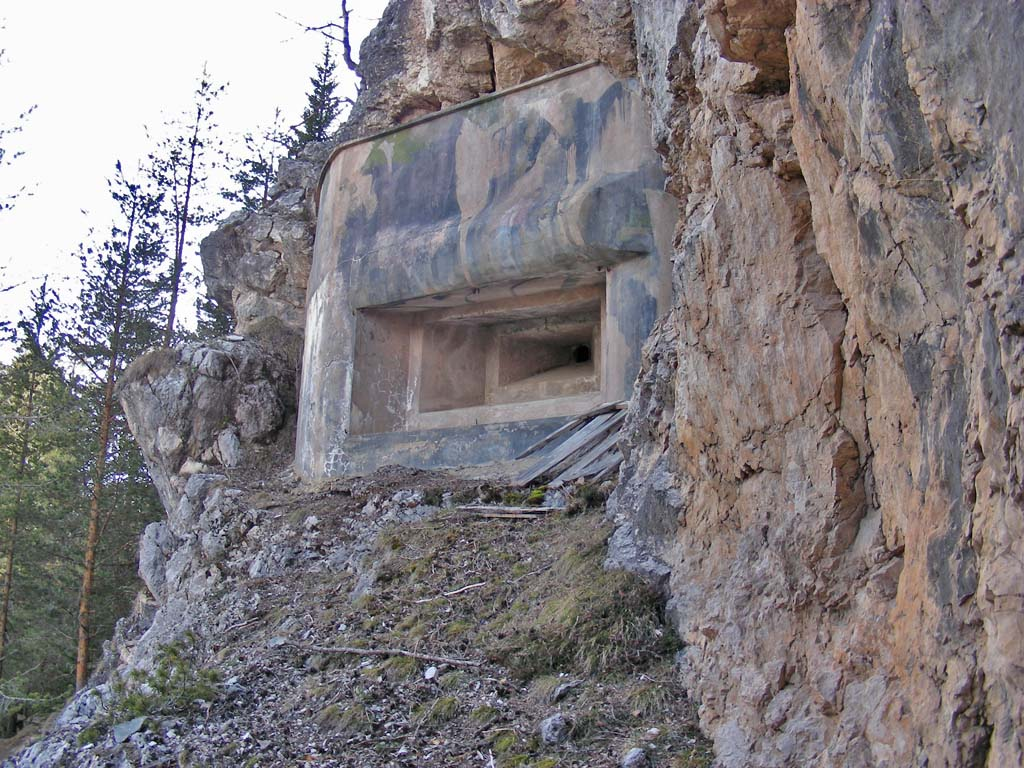
Maschinengewehrscharte eines Vallo-Alpino-Werkes oberhalb der Cimabanche an der Grenze zwischen der Autonomen Provinz Bozen – Südtirol und der Provinz Belluno (2008)

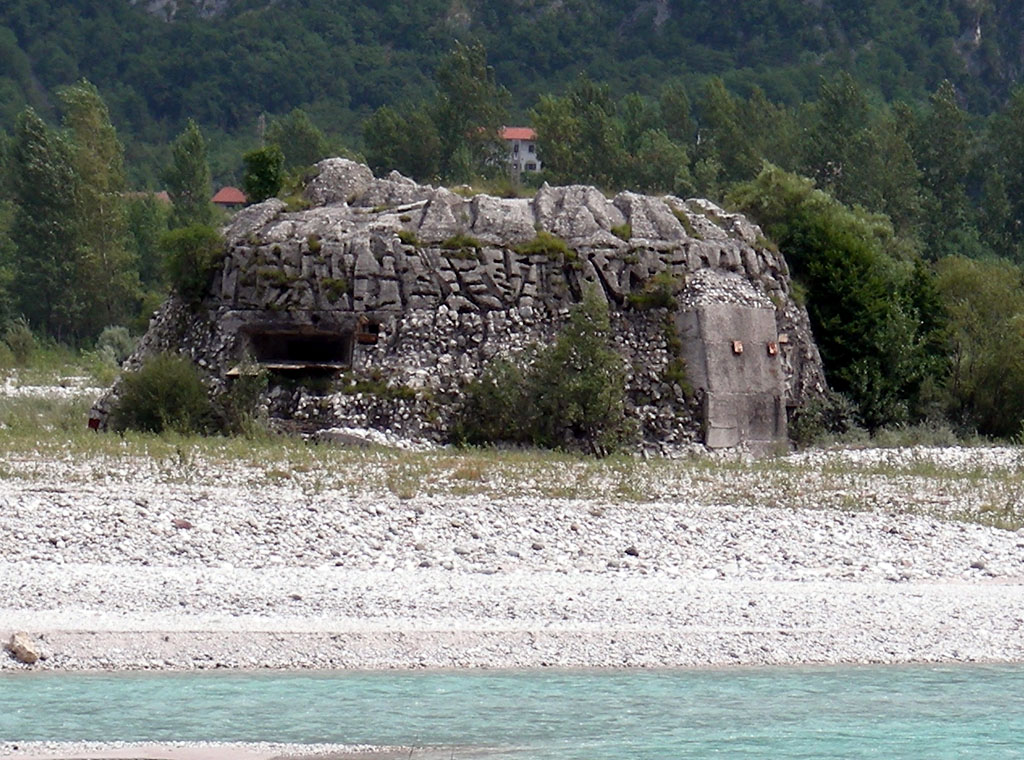
Bunker des Vallo Alpino auf einer Flussinsel am oberen Tagliamento

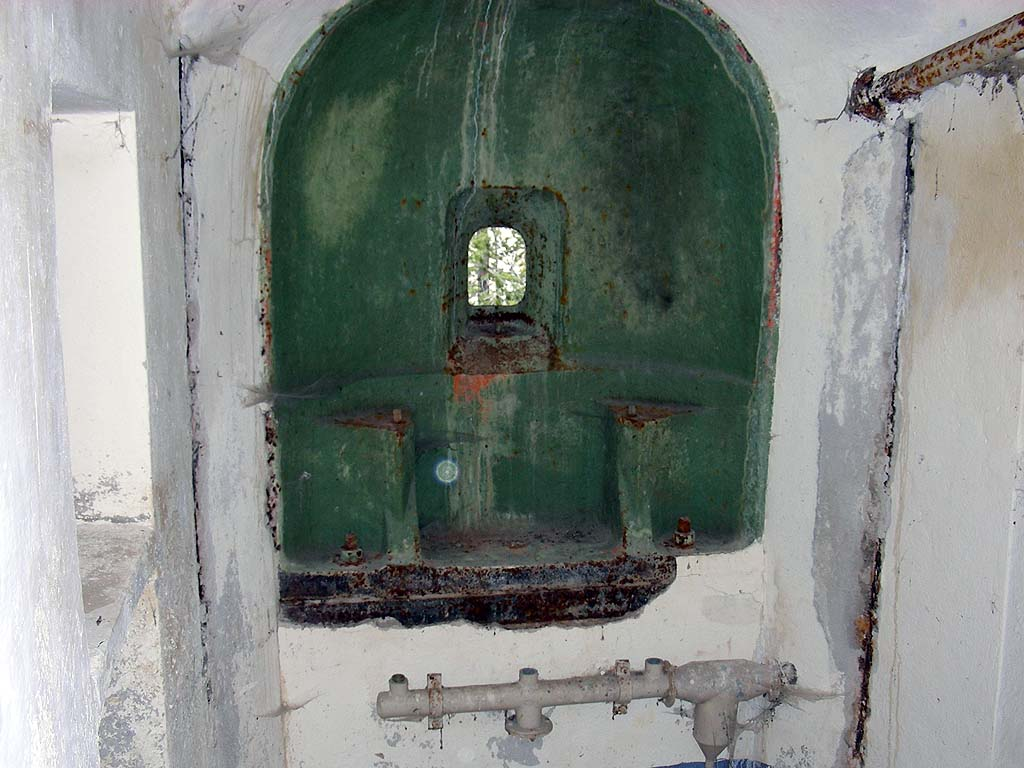
Gepanzerter Kampfstand für ein Maschinengewehr in einem Infanteriewerk des Vallo Alpino in der Provinz Belluno. Im unteren Bildausschnitt ist der Anschluss für die Atemluftversorgung des Schützen sichtbar. Da während des Schießens Gase entstehen, die nicht so schnell abziehen können, musste der Soldat eine Gasmaske tragen, um nicht selbst zu ersticken. Die Frischluftversorgungsleitungen und dazugehörigen Filteranlagen waren ein wesentlicher Bestandteil des Innenausbaus.

Der Vallo Alpino (dt. für Alpenwall) ist der Name einer Befestigungslinie Italiens in den Alpen. Die Linie sollte die Grenzregionen zu Frankreich, der Schweiz, Jugoslawien und dem Deutschen Reich sichern. Die Anlagen mussten nie einem Angriff standhalten. Aufgrund der aktiven Nutzung während mehrerer geschichtlicher Phasen gelten sie als ein Beispiel dafür, dass Befestigungsanlagen auch nach dem Zweiten Weltkrieg in strategischen Militärplanungen eine Rolle spielten.
Eine Vielzahl der Anlagen ist heute noch erhalten. Straßen, Wege und Bunker werden mitunter privat, touristisch bzw. gewerblich genutzt. Bekannte Verteidigungsbauwerke auf der gegenüberliegenden Grenzseite des Vallo Alpino sind das Schweizer Réduit sowie Teile der österreichischen Festungswerke an der Grenze zu Italien.

## Geographie
Der Alpenwall reicht von der französisch-italienischen Grenze in den Seealpen bis zum heutigen Rijeka (ital. Fiume) in Kroatien. Aufgrund von Grenzverschiebungen nach dem Zweiten Weltkrieg befindet sich ein Teil der Anlagen des Vallo Alpino heute nicht mehr auf italienischem Staatsgebiet, sondern in Frankreich, Slowenien und Kroatien. Die Befestigungslinie ist im eigentlichen Sinne keine Linie, die wie eine Perlenschnur (wie etwa der Atlantikwall an der Küste) entlang der italienischen Grenze aufgereiht vorzufinden ist. Da größtenteils Hochgebirge Italien von seinen Festlandsnachbarn trennt, sind es vor allem die Pässe und Täler der Zufahrtswege, die befestigt wurden. Aber auch in den Kammregionen in der Nähe der Pässe gibt es Anlagen, die durch ein gigantisches Straßennetz miteinander verbunden wurden.

## Konstruktion
Die Befestigungsanlagen bestehen aus einer Kombination von Hindernissen verschiedenster Funktionen, Mannschaftsunterkünften, Betonbunkern und kavernierten Felsstellungen, die alle an taktisch günstigen Plätzen innerhalb der Alpen beziehungsweise dem slowenischen Karst errichtet wurden.
Kennzeichnend ist eine imposante Tiefenstaffelung der Sperrbereiche. Sie reicht bis zu 70 Kilometer ins Landesinnere und kann bis zu sechs Sperren hintereinander enthalten. Dabei sind die Sperren in unmittelbarer Grenznähe die baulich ältesten. Die Sperranlagen sind in Ausbau und Stärke sehr verschieden. Manche Sperren verfügen nur über kleine Bunker für Maschinengewehre, andere über im Fels untergebrachte Artilleriestellungen und ein ganzes Tal durchziehende Panzergräben bzw. -mauern. Diese Sperren können bis zu einem Dutzend oder mehr autarke Anlagen einschließen und befinden sich oft an  natürlichen Hindernissen in den Tälern, an Verkehrsknotenpunkten oder beziehen Ortschaften in das Verteidigungskonzept ein.
Der heutige bauliche Zustand der Anlagen variiert sehr stark. So existieren weiterhin verschlossene Anlagen, die nur mit örtlicher Genehmigung zu besichtigen sind. In der Regel sind viele Bunker und Felskavernen offen und stellen Gefahrenquellen dar, besonders wenn sie noch unvollendet geblieben sind. Manche Anlagen bestehen aus Hunderten von Metern von Stollenanlagen, ungesicherten Schächten und stellenweise maroden Zugängen, die  die Orientierung erschweren und deren Betreten lebensgefährlich sein kann. Oft erschweren Bewuchs und noch gut erhaltene Tarnung die Entdeckung der Bauwerke.

## Geschichte
Mit dem Friedensvertrag von Versailles machten sich Militärplaner an die Auswertung des Krieges und kamen zu dem Schluss, dass man einem zukünftigen Krieg mit einer starken Landesbefestigung an den Grenzen begegnen müsse. So entstanden die bekannten Befestigungen in Frankreich (Maginot-Linie), in Deutschland (Oder-Warthe-Bogen, Westwall und Pommernwall), in Griechenland (Metaxas-Linie), der Tschechoslowakei (Tschechoslowakischer Wall) sowie in Jugoslawien, Polen, der Sowjetunion (Stalin-Linie), der Schweiz (Schweizer Réduit) und in weiteren europäischen Ländern. Landesbefestigungen waren nicht nur teuer, viele Militärs sahen deren militärischen Wert angesichts neuer Waffen und Taktiken auch als gering an und forderten, die Geldmittel in die Mobilität der Armeen zu investieren.

### Nach 1918: Planung und Bau
In Italien begannen die Planungen für eine Befestigung der besonders nach den Friedensverhandlungen von Paris 1919 neu gewonnenen Gebiete bereits vor dem endgültigen Machtantritt Mussolinis 1926. Im Kriegsfall, so die Strategen, sollte ein gegnerischer Vormarsch nach Italien erschwert werden, um dem italienischen Heer Zeit zur Mobilisierung zu verschaffen. Damit sollten mit einer relativ kleinen Zahl von Grenztruppen die Einfallswege im Gebirge gesperrt werden können.
Erst die politischen und wirtschaftlichen Kraftanstrengungen der faschistischen Regierung erlaubten es, die Planungen umzusetzen. Gebaut wurde gleichzeitig im Westen an der Grenze zu Frankreich und im Osten an der Grenze zu Jugoslawien. Bevor mit dem Bau der eigentlichen Befestigungswerke begonnen werden konnte, mussten Hunderte Kilometer neuer Straßen in schwierigem Berggelände gebaut werden. Dieser Teil verschlang schon einen erheblichen Teil des vorhandenen Budgets. So mussten Arbeitskräfte aus dem Süden Italiens angeworben, Transportmittel bereitgestellt und Baumaterialien beschafft werden. Da Stahl knapp war und meist zur Waffenproduktion verwendet wurde, griffen die italienischen Ingenieure zu bewährten Lösungen des letzten Krieges und konnten so die Kosten gering halten. Wo immer es möglich war, wurden Stollen in den vorhandenen Fels getrieben und nur Eingänge und Waffenstände entstanden im herkömmlichen Bunkerbau, wobei aber größtenteils auf Armierungsstahl verzichtet wurde. Auch die Inneneinrichtungen waren spartanisch und die Italiener verzichteten auf aufwändige technische Einrichtungen.
In Südtirol ließ Italiens faschistischer Diktator Benito Mussolini den Schutzwall gegen die Tiroler Südgrenze des Deutschen Reiches und damit gegen seinen wichtigsten Verbündeten Adolf Hitler bauen. Zuvor hatten sich die beiden Staaten mit dem „Stahlpakt“ gegenseitige Treue geschworen. Die Baumaßnahmen blieben den deutschen Verbündeten nicht verborgen. Deutsche Militärs durften zwar Anlagen an der Grenze zu Frankreich besuchen, bekanntes Beispiel dort auf dem Mont Chaberton; ihr Wunsch nach Besichtigung der Bauplätze in Südtirol wurde dagegen abgelehnt. Das große Misstrauen beruhte auf der Südtirolfrage, die innerhalb der nationalsozialistischen Führungsriege sehr unterschiedlich diskutiert wurde, was bei den Italienern Unklarheit in Bezug auf die deutsche Haltung des Verbleibes Südtirols bei Italien provozierte.

### Zweiter Weltkrieg: Einstellung der Arbeiten
Außerdem formierte sich in Südtirol zu dieser Zeit eine sehr starke Heim-ins-Reich-Bewegung, die ebenfalls eine Bedrohung für die italienische Nordgrenze bedeutete. Daran änderten auch die Freundschaftsgesten beider Diktatoren nichts. Als sich die Anzeichen auf deutscher Seite mehrten, dass die aus dem „Stahlpakt“ zwischen Rom und Berlin beschlossenen Mittel unter anderen in den Bunkerbau flossen, intervenierte Hitler direkt in Rom. Die Diskussion wurde durch Hitler persönlich beendet, indem er gegenüber Mussolini bei seinem Rombesuch im Mai 1938 und erneut am 3. November 1938 die Brennergrenze bestätigte und nochmals bei einem offiziellen Zusammentreffen mit Mussolini am Bahnhof Brenner im März 1940 verkündete, dass das Deutsche Reich die Grenze respektiere und Südtirol italienisch bleiben werde. Letztlich gab Mussolini am 4. Oktober 1942 Hitlers Drängen offiziell nach und befahl die endgültige Einstellung aller Arbeiten am Alpenwall. Der Bau wurde offiziell eingestellt; tiefer im Landesinneren gelegene Sperren wurden heimlich weitergebaut, waren aber noch nicht fertig, als im September 1943 Wehrmacht-Truppen den Norden Italiens besetzten („Fall Achse“), um Mussolini noch einmal die Macht zu ermöglichen (Republik von Salò) und um die eigene Front im Süden weiterhin versorgen zu können. Die  Kampfhandlungen an einigen Stellen waren nur eine Randnotiz der Besetzung.
Mit dem Ende des Westfeldzuges im Juni 1940 wurden auch die Arbeiten an der italienischen Alpengrenze zu Frankreich eingestellt. Nach dem deutsch-italienischen Balkanfeldzug im Frühjahr 1941 endeten die Arbeiten an der italienischen Ostgrenze ebenso.

### Im Kalten Krieg: Einbindung der Südtiroler Anlagen in NATO-Planungen
Nach dem Zweiten Weltkrieg begannen die Franzosen im Westen damit, viele Anlagen des Vallo Alpino zu zerstören. Im Osten befand sich der gesamte Befestigungsbereich nun auf dem Territorium des neu entstandenen Jugoslawien. Nur im Norden blieben die Anlagen auf italienischem Staatsgebiet. Diese wurden in die Planung der NATO nach dem Zweiten Weltkrieg integriert. Die mehr als 350 in Südtirol gebauten Infanterie- oder Artilleriewerke wurden mit Lüftungsanlagen, Stromversorgung und Bewaffnung ergänzt und in das Verteidigungskonzept der NATO integriert. Gerade die Werke in Südtirol und Friaul sollten mit dem beginnenden Kalten Krieg einen befürchteten Angriff der Roten Armee erschweren. Immerhin war Österreich bis zum Staatsvertrag von 1955 auch noch in vier Besatzungszonen geteilt. Einige der Sperranlagen erhielten eine Armierung mit Panzertürmen ausrangierter M4 Sherman sowie M26 Pershing und blieben bis in die frühen 1990er-Jahre gefechtsbereit.

### Nach 1990: Desarmierung und Verkauf
Nach dem Ende des Kalten Krieges rüstete das italienische Militär die noch bis 1990 betriebenen Anlagen ab und gab diese endgültig auf. 1999 übertrug das Militär bzw. der italienische Staat zahlreiche Anlagen ins Eigentum der Autonomen Provinz Bozen – Südtirol und der Region Friaul-Julisch Venetien.
In den Folgejahren wurden nahezu alle an Privatpersonen verkauft oder an Gemeinden und Vereine kostenlos abgetreten. In Südtirol verblieben 19 Bunker bzw. Verteidigungsanlagen als schützenswerte Baudenkmäler im Eigentum der Provinz.
Viele ehemalige Militärstraßen und Wege dienen heute als Wanderrouten, Mountainbikerouten und Wirtschaftswege.

## Name und Bekanntheit
Der Name Vallo Alpino, mitunter auch mit dem Suffix del Littorio leitet sich vom Liktor, dem römischen Träger der Fasces, ab und kann daher etwa mit faschistischer Alpenwall übersetzt werden. Die deutsche Bezeichnung Alpenwall wird häufig für den Abschnitt gegenüber dem Deutschen Reich, das heißt dem Abschnitt im Südtirol und der Region Udine verwendet.
Da der Vallo Alpino ohne propagandistisches Begleitprogramm errichtet wurde, genießt dieser trotz der Ausdehnung und der Größe nicht den Bekanntheitsgrad der Maginot-Linie, dem Westwall oder dem Atlantikwall. Die italienischen Befestigungsanlagen wurden – insbesondere diejenigen in Südtirol – unter strenger Geheimhaltung errichtet. Bis zum Fall des Eisernen Vorhanges blieben die noch verbleibenden Anlagen militärisches Sperrgebiet; deshalb ist die Forschung zu den Bauten noch relativ jung. Viele Unterlagen in den italienischen Militärarchiven sind nur unvollständig oder fehlen ganz. All diese Faktoren tragen dazu bei, dass der Vallo Alpino bis heute der breiten Öffentlichkeit eher unbekannt ist.

## Galerie

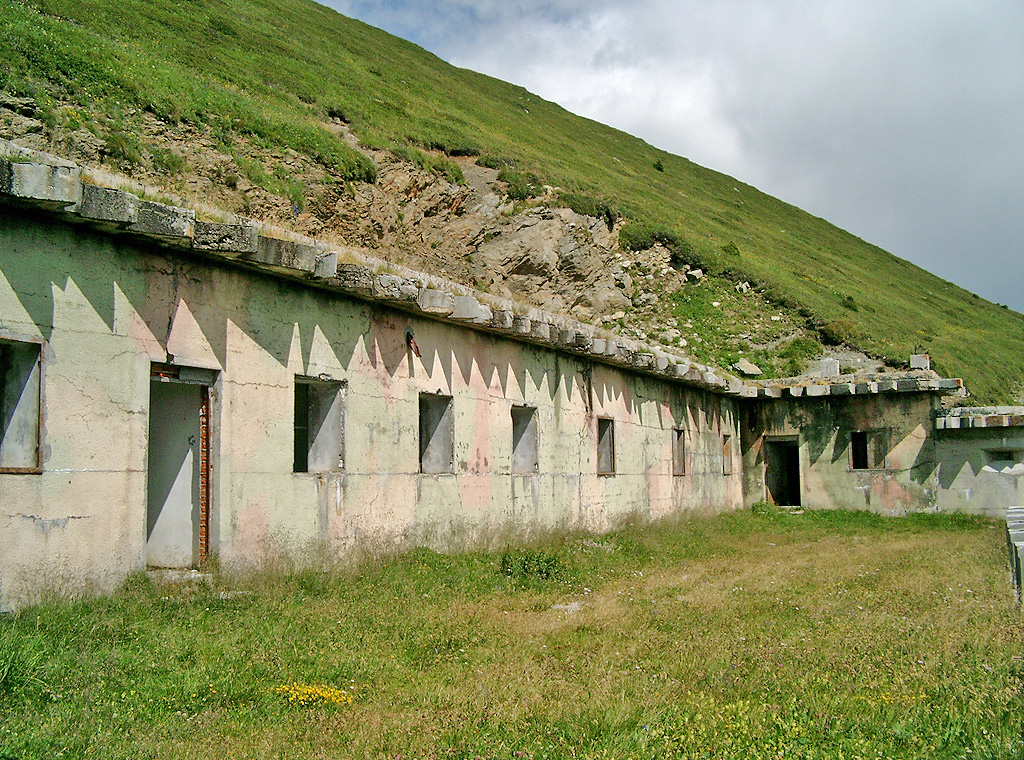
Kaserne des Vallo Alpino in hochalpiner Lage am Kreuzjoch in der Nähe des Brenners
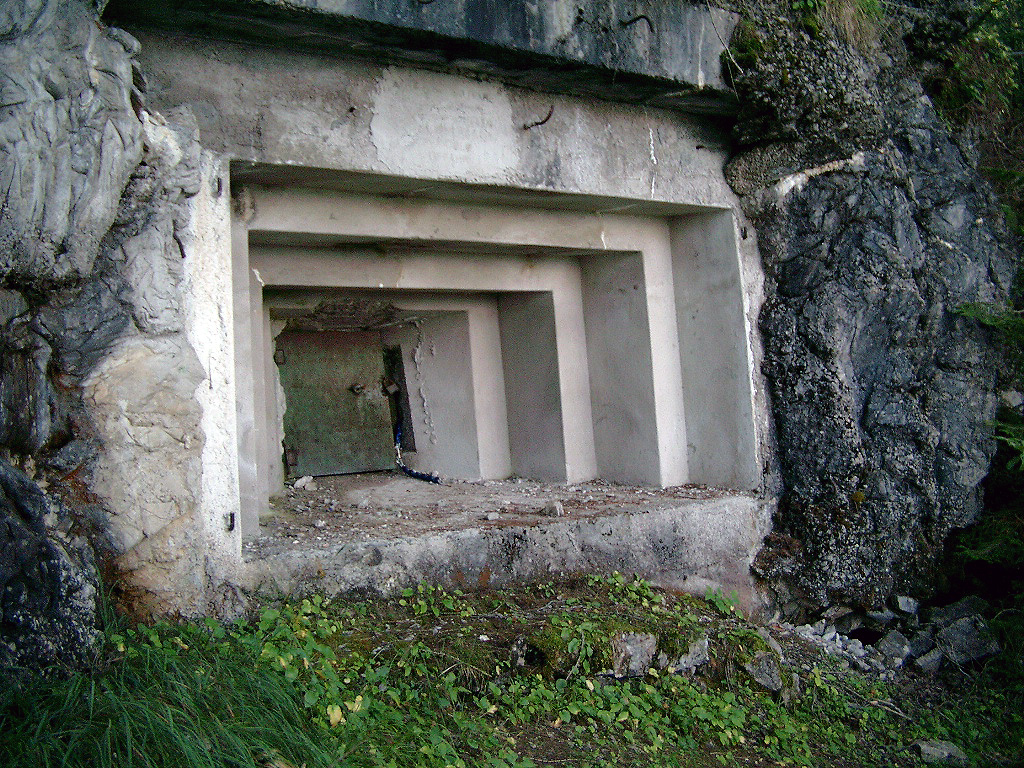
Scharte des unvollendeten Vallo-Alpino-Artilleriewerkes am Gampenpass in Südtirol
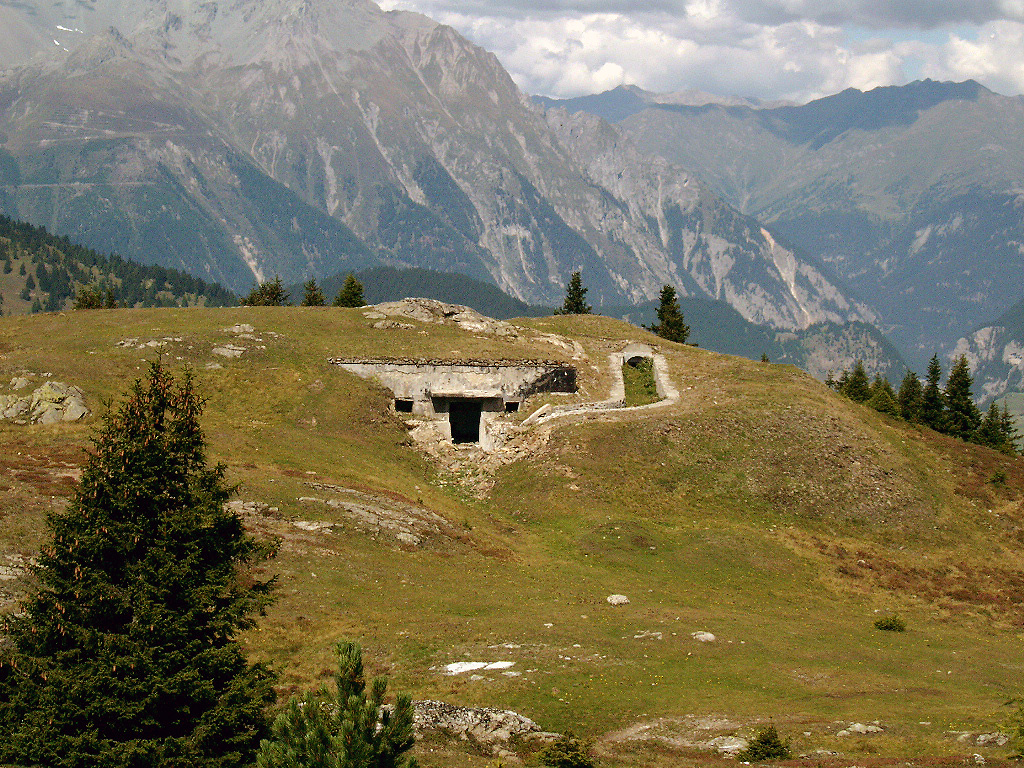
Betonierter Unterstand mit Verbindungsweg zu einem Bunker des Vallo Alpino auf dem Plamort oberhalb des Reschenpasses an der italienisch-österreichischen Grenze
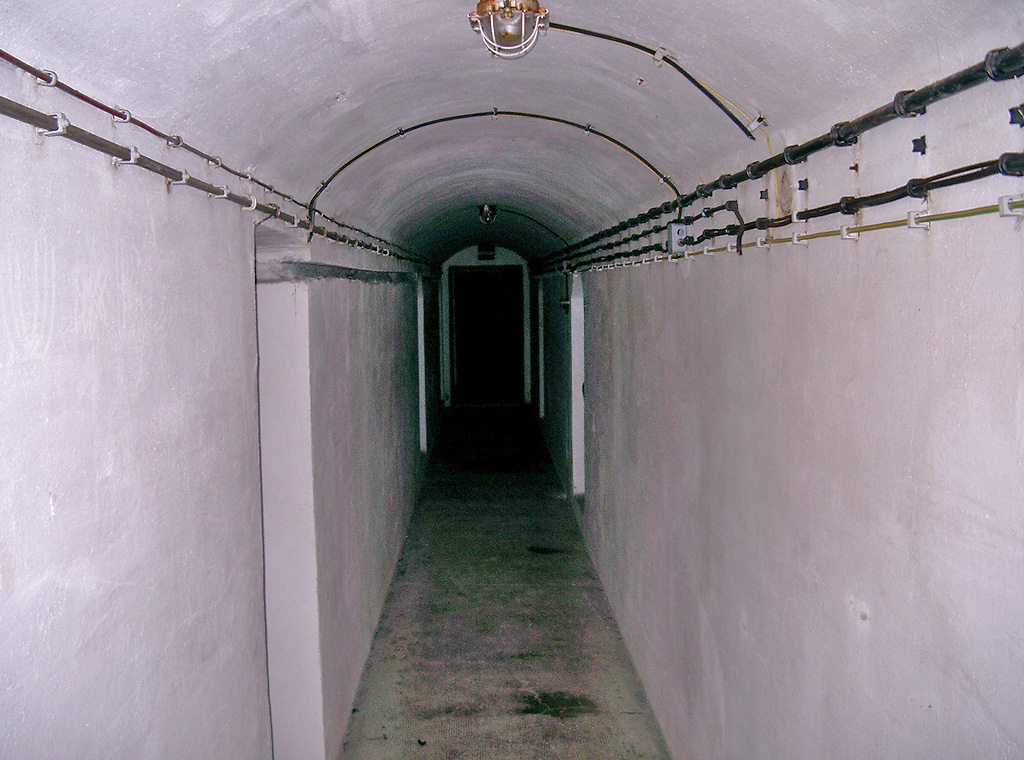
Verbindungsgang in einem nach 1945 ausgebauten größeren Befestigungswerk des Vallo Alpino in der Nähe des Südtiroler Ortes Gossensaß
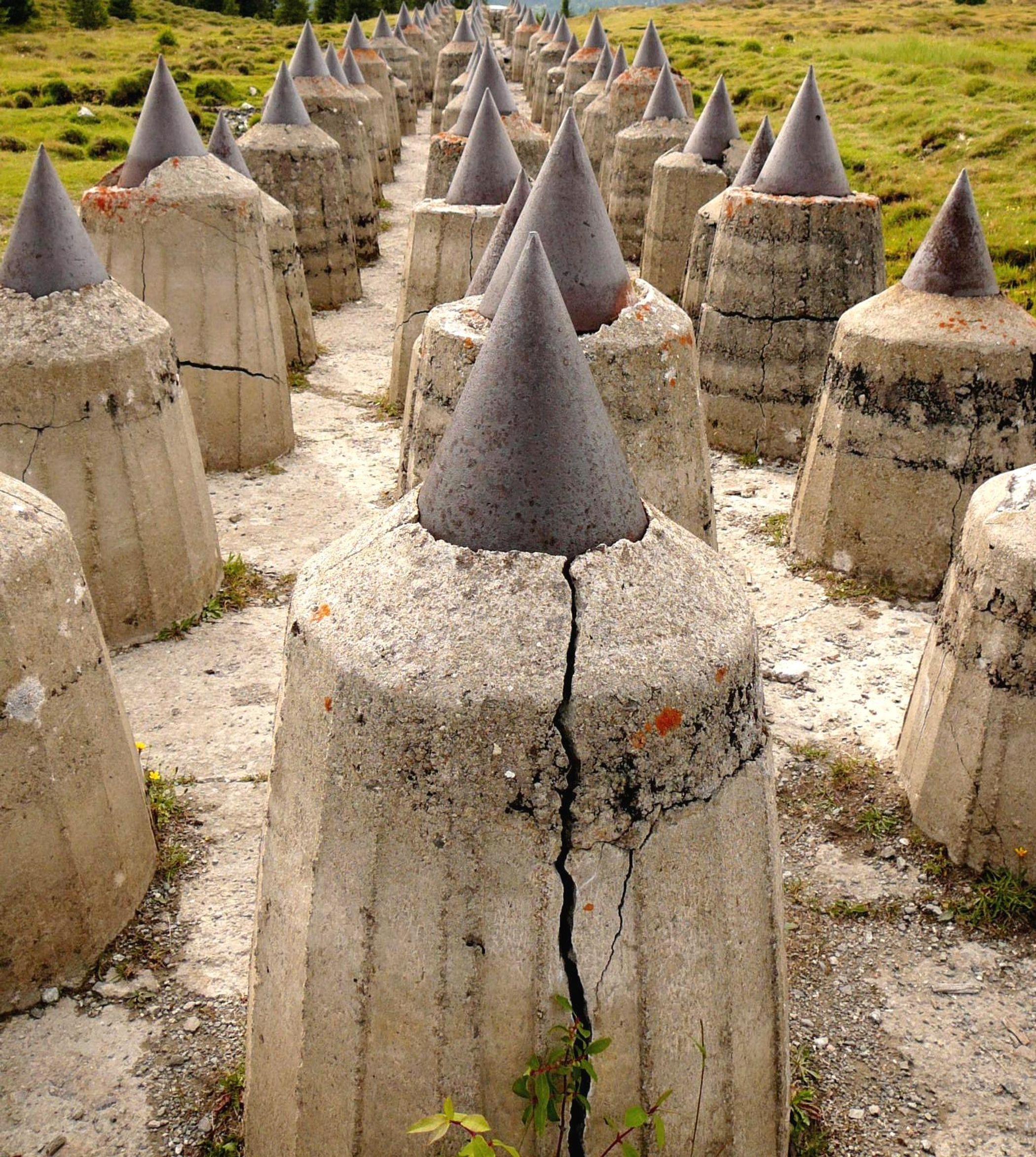
Höckerlinie (hier: einbetonierte Holzpfähle mit Metallspitze) auf dem Plamort oberhalb des Reschenpasses an der italienisch-österreichischen Grenze
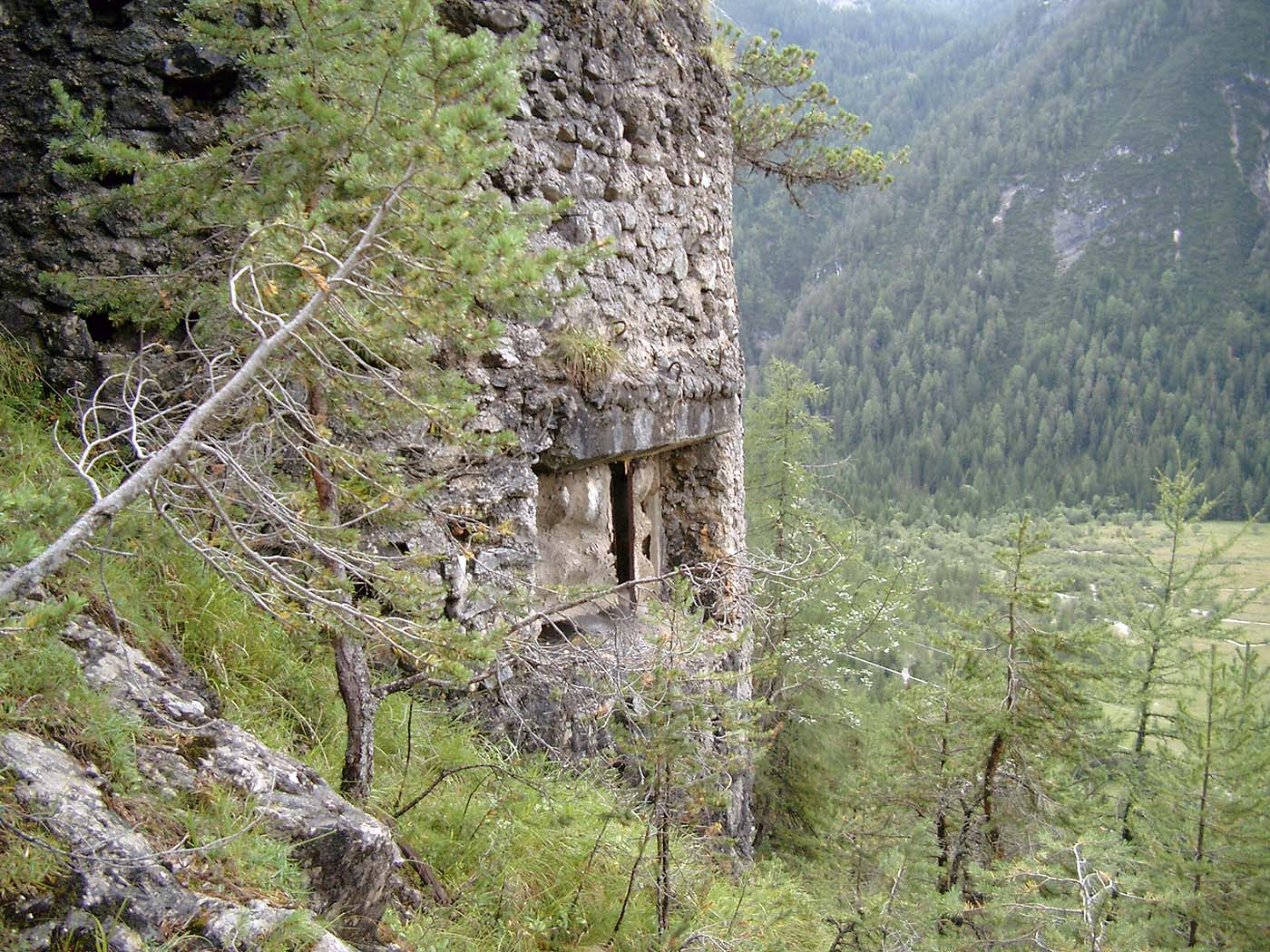
Beobachtungs- und Maschinengewehrstand eines Vallo-Alpino-Werkes am Toblacher See im Höhlensteintal in Südtirol
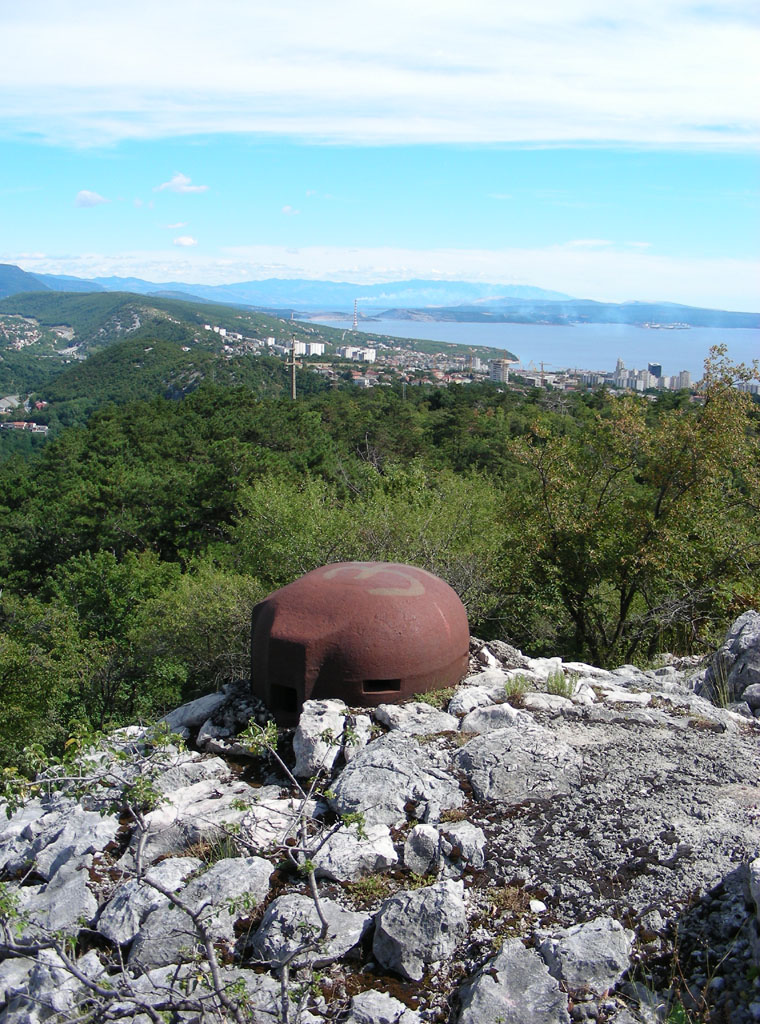
Beobachtungspanzerglocke eines Vallo-Alpino-Werkes oberhalb von Rijeka (Hafenstadt im heutigen Kroatien)
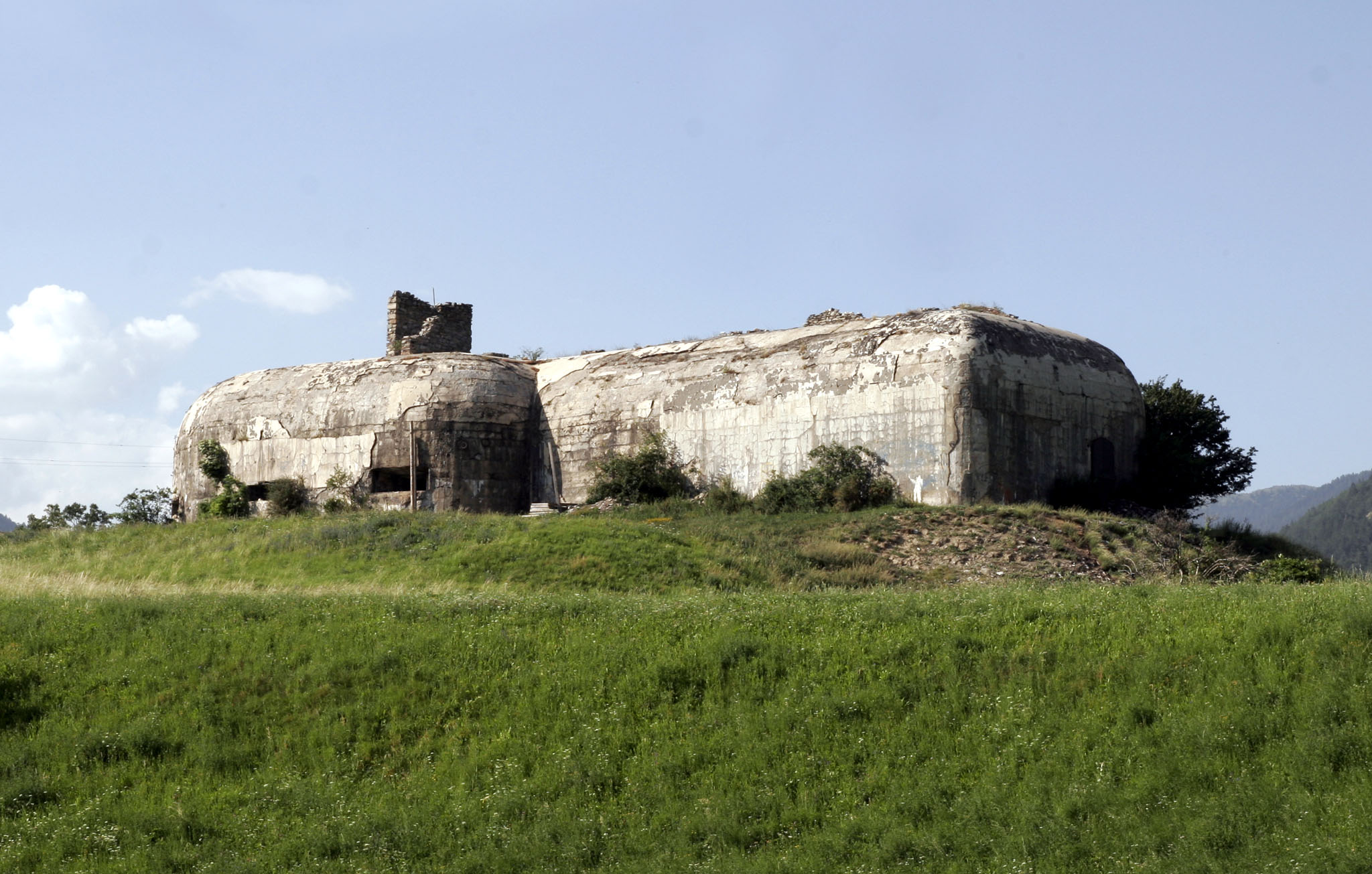
Bunker nahe Mals
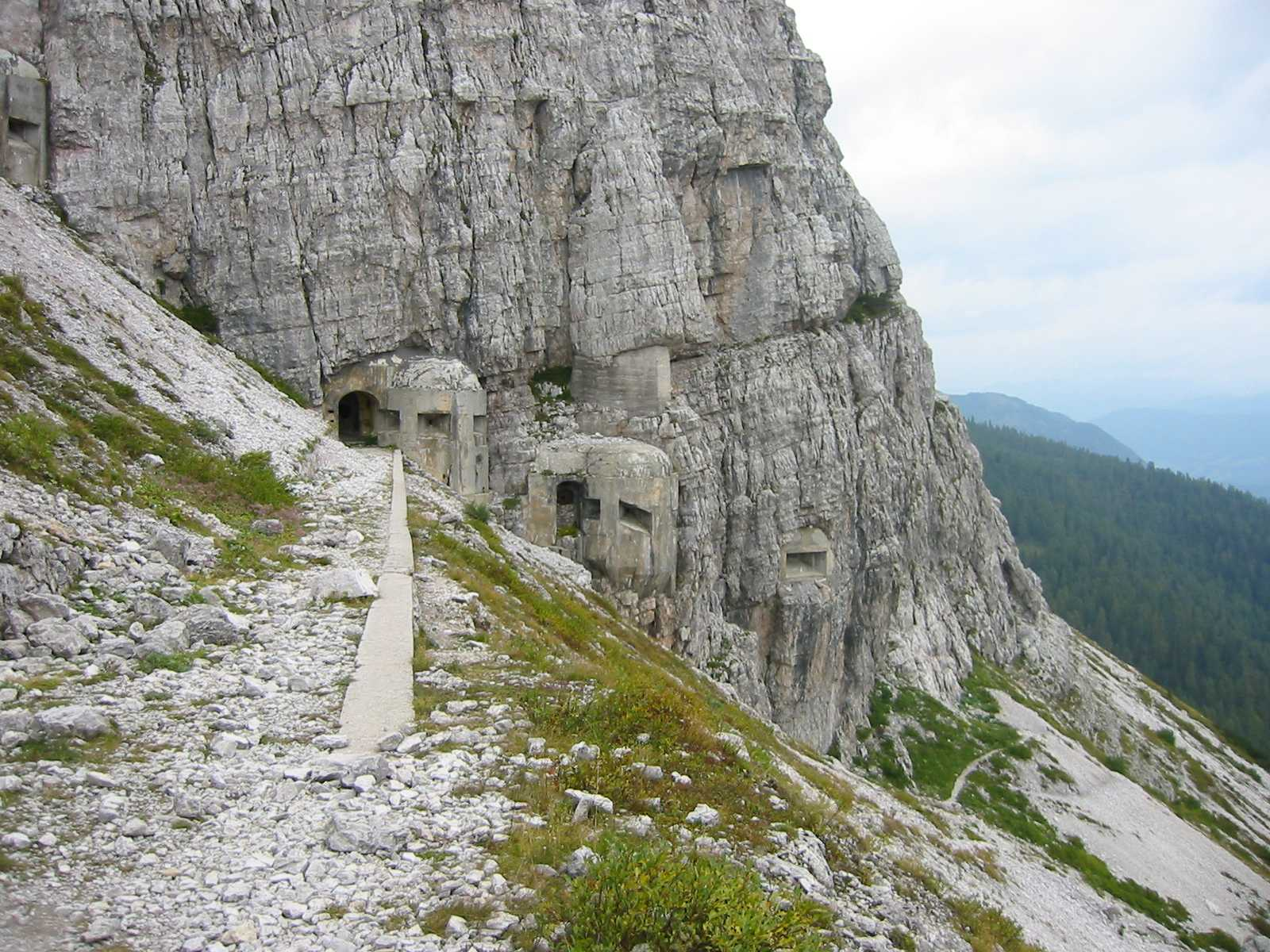
Bunkeranlage am Kreuzbergpass in Comelico Superiore
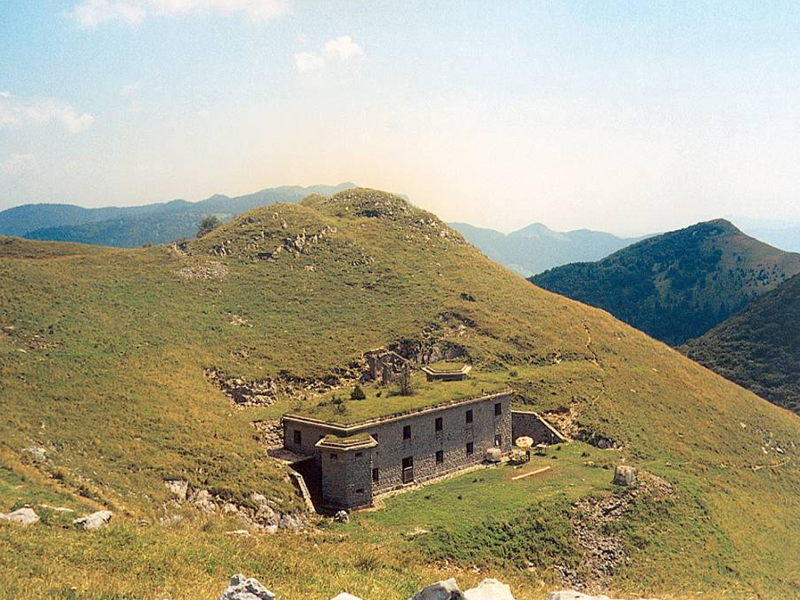
Zum Alpenwall gehörende Befestigungsanlage in Zgornja Sorica im heutigen Slowenien

## Medien
- Mussolinis Alpenwall. Geheimnisse des Vallo Alpino /YouTube MADE BY TSCHANZ